# Склеп-піраміда Шечкових

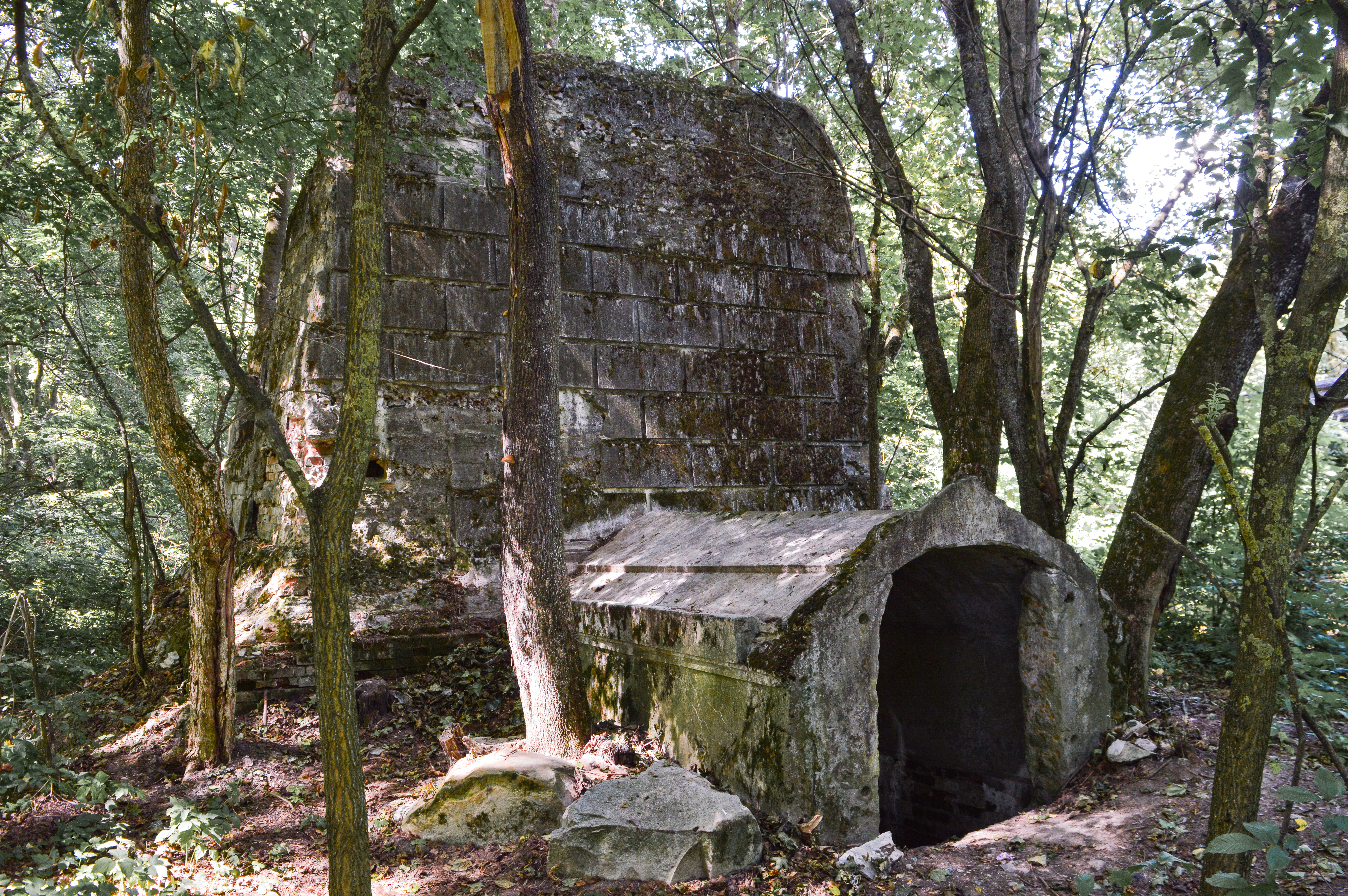
Зовнішній вигляд склепу-піраміди Шечкових (станом на серпень 2020 року)

Склеп-піраміда Шечкових — родинна усипальниця поміщиків Шечкових, зведена на початку XX століття на кладовищі села Воргол колишнього Кролевецького, з 2020 року — Конотопського району на Сумщині.

## Опис склепу
Каплиця споруджена в стилі неокласицизму на початку XX століття.
Сама усипальниця, як мурована одноповерхова однокамерна будівля пірамідальної форми, зведена на підвалі. Матеріал — цегла на вапняково-цементному розчині. Підмурки виготовлені з місцевого пісковика. Фасади потиньковані, декоровані рустом. Двоє вікон мали арочні перемички. Горішні (слухові) вікна були круглими. Склепіння першого поверху зруйноване. Завершення, ймовірно, увінчував хрест.
Інтер'єр каплиці прикрашений цементним декором у рослинному та геометричному стилі. Підлога була вимощена керамічною плиткою харківського заводу барона Е. Бергенгейма. Вхід до склепу представлений тамбуром-ґанком (дромосом) з чотирма отворами для кріплення закладної плити. До самого склепу можна спустититись сходинками. Всередині склепу закладені три погребальні ніші.

## Родина Шечкових

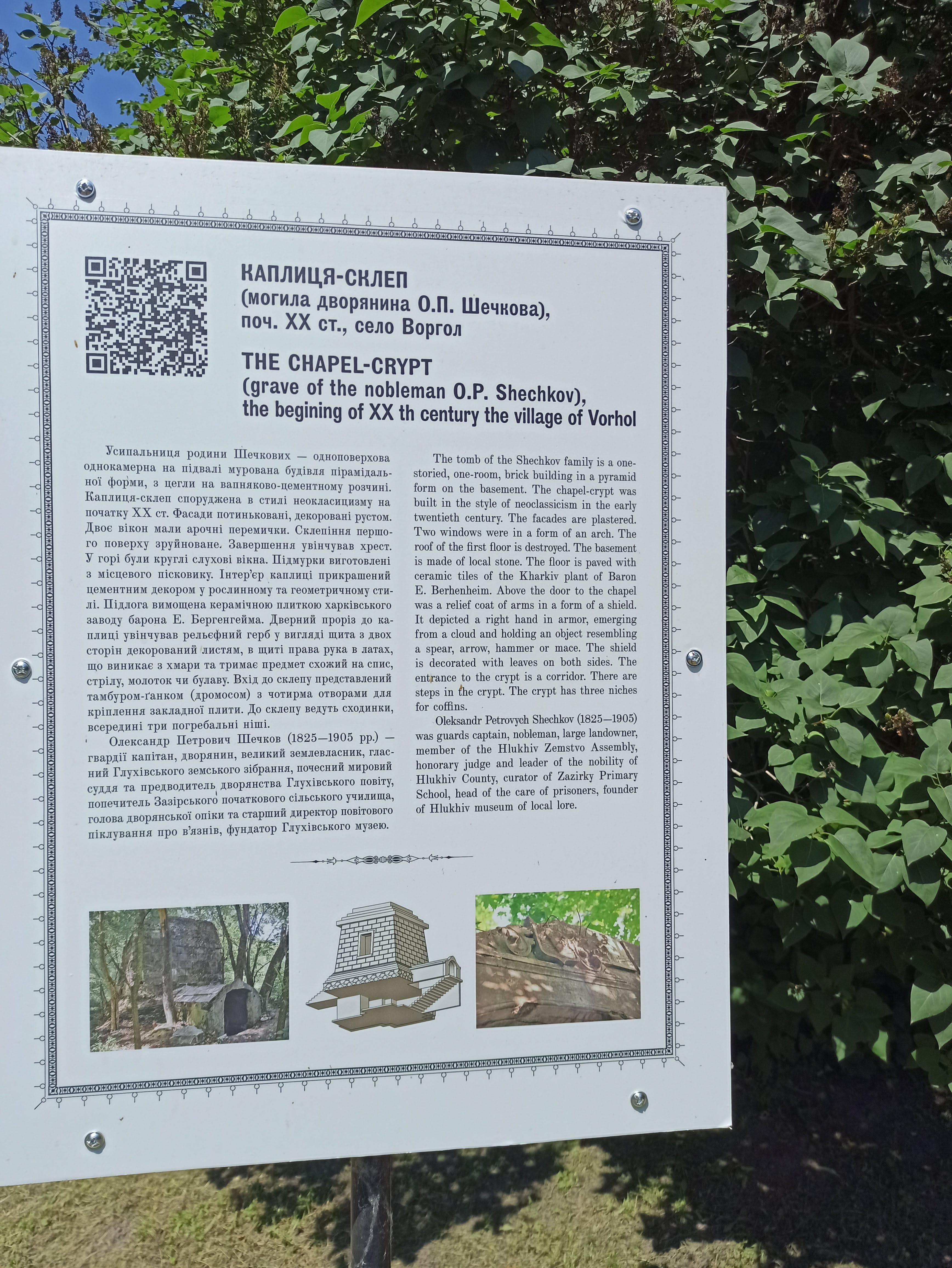
Опис на табличці біля склепу

Воргольский маєток з будинком і селянами, ймовірно, наприкінці 1830-х або на початку 1840-х років у Анастасії Степанівни Миклашевської придбано поручиком Семеном Павловичем Юрковським — поміщиком села Гніловка Рильського повіту (нинішньої Курської області Російської Федерації). Але при покупці маєтку за ним залишився борг. Про це свідчить «Цивільна справа на прохання Миклашевської Анастасії про повернення недоїмок за селян» 1852 року. Після смерті Юрковського маєток успадкувала його дочка Марія Семенівна Шечкова (уроджена Юрковська), яка була дружиною капітана Петра Федоровича Шечкова — поміщика того ж Рильського повіту. Він служив в Олонецькому піхотному полку, звільнений у відставку капітаном в 1816 році. Був поміщиком, володіючи маєтками в селах Мале Петрівське та Маркове Рильського повіту Курської губернії. Миклашевська вимагала з спадкоємиці Юрковського капітанші Марії Семенівни Шечкової повернути борг, що залишався ще з 1830-х років. Наприкінці 50-х років XIX ст. власником воргольского маєтку в документах вже називають Олександра Петровича Шечкова — син Марії Шечкової. Олександр Петрович, отримавши маєток, значно збільшив його.
Військову службу він розпочав в 1842 році в Кексгольмському гренадерському полку Імператора Австрійського полку (полк до 1857 року називався гренадерським Імператора Франца I полком). У 1845 році отримав звання прапорщика та переведений до Гренадерського Короля Фрідріха-Вільгельма III полку. У травні 1849 році поручик Олександр Шечков переведений до Єгерського лейб-гвардії полку званні підпоручика. У 1854 році отримав звання штабс-капітана. З 21 серпня 1860 року перебував «у безстроковій відпустці» «за хворобою». Згодом відправлений у відставку капітаном з мундиром.
За даними на 1858—1859 роки Олександр Шечков іменується власником воргольского маєтку, що стояв біля ставу (поблизу того місця в радянський час було зведень сільський клуб). За спогадами він складався з 40 кімнат. У с. Воргол Глухівського повіту йому належали 152 селянина чоловічої статі і 2 дворових чоловічої статі. Дворів з кріпаками було 36. Для їх користування поміщик передав 450 десятин землі (орної — 319 дес., садибної — 25 дес., сінокосу — 106 дес.). Лісом селяни користувалися безкоштовно. У власності поміщика залишалося ще 1082 десятин зручної та 38 десятин незручною землі, в тому числі 496 дес. чагарнику і лісу.
У 1866 році в селі Воргол було проведено межування дач. Плани дач затверджені в 1880 р. Згідно з матеріалами межування, гвардії капітану О. П. Шечкову належали 5 земельних ділянок загальною площею 1 337 десятин 2124 квадратних сажнів з урахуванням зручної і незручної землі.
У Кролевецькому повіті за відомостями на 1865 рік у нього були ще два володіння: в селі Локня (нині с. Локня Кролевецького району Сумської області та в селі Погребки (нині село Ярове Кролевецького району Сумської області. Мав він також володіння і в інших повітах Чернігівської губернії. За даними на 1864 рік йому належало маєток в селі Мала Загорівка Борзнянського повіту (сучасна назва — Борзнянський район Чернігівської області).
Такі ж великі володіння Олександр Шечков зберіг і наприкінці XIX століття: в Глухівському повіті йому належало 1108 десятин зручної і 34 дес. незручної землі; в Борзнянському повіті 625 десятин придатної землі; в Кролевецькому повіті 284 десятин зручної та 4 дес. незручної землі. У воргольском маєтку Шечкова, за даними на 1885 рік діяли водяний млин, крупорушка, винокурний (незабаром закритий) і цегельний заводи. Займався Шечков і розведенням породистих коней. Його вороний рисак Палкий навіть згадується в «Пам'ятною книжці по Головному управлінню державного коннозаводства».
Вийшовши у відставку і оселившись в селі Воргол, Олександр Петрович брав активну участь у житті Глухівського дворянства, повітового і губернського земств. З 1871 року (тобто, починаючи з третього скликання) і до своєї смерті в 1905 році гвардії капітан Олександр Шечков обирався гласним Глухівського повітового земського зібрання. Представляв Шечков Глухівський повіт і в Чернігівському губернському земстві. Крім того, Олександр Шечков з 1872 по 1889 рік був почесним мировим суддею Глухівського повіту. У 1877 році він став піклувальником Зазірського початкового сільського училища.
На один трирічний термін в середині 90-х років XIX століття гвардії капітан Олександр Петрович Шечков обирався предводителем дворянства Глухівського повіту, за посадою будучи також головою дворянської опіки та старшим директором повітового піклування про в'язниці.
У 1902—1903 рр. в Глухові був створений музей «зборів предметів місцевої старовини і мистецтва», який розмістився в будівлі земської бібліотеки. На засіданні Глухівського повітового земського зібрання в 1903 р зазначалося, що «з відділу рукописів багато цінних документів принесено в дар музею О. М. фон дер Бріггеном та О. П. Шечковим».
Помер Олександр Шечков у 1905 р, похований в с. Воргол. На черговій сесії 1905 року, яка відбулася 25-30 вересня, панахиду за померлим планувалося відслужити в перший день сесії, але відклали, бо багато депутатів не прибули на перше засідання. Панахида відбулася 28 вересня 1905 року. Згідно з метричною книгою села Воргол Олександр Шечков помер 28 лютого 1905 року. Поховання відбулось у склепі 2 березня.
Рід Шечкових визнаний Урядовим сенатом у дворянстві з внесенням до 2-ї частини родової книги, як рід дворянства військового. Молодший брат Олександра — Петро Петрович Шечков, закінчивши Пажеський корпус, був проведений в прапорщики лейб-гвардії Єгерського полку, дослужився до чину штабс-капітана. У 1864 році звільнений від служби через хворобу. Обирався світовим посередником по Рильському повіту, був земським начальником, в 1908 році вийшов на пенсію. Мав земельні володіння в Рильському і Обоянському повітах Курської губернії (село Горки, хутори Разлецького і Бородкіна та ін.) А від батька успадкував маєтки в селах Маркове і Малопетровське.

## Галерея

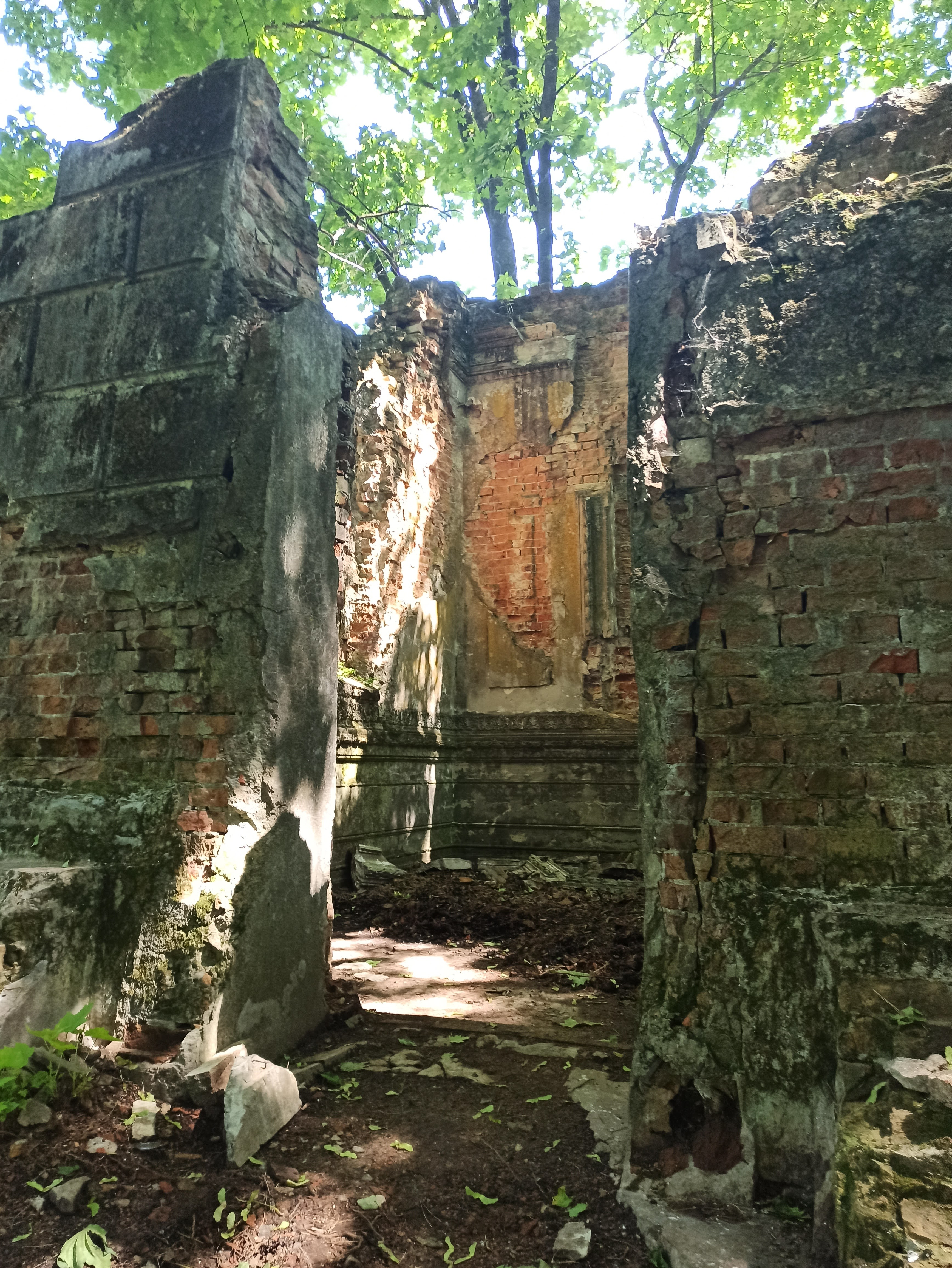
Центральний вхід до каплиці
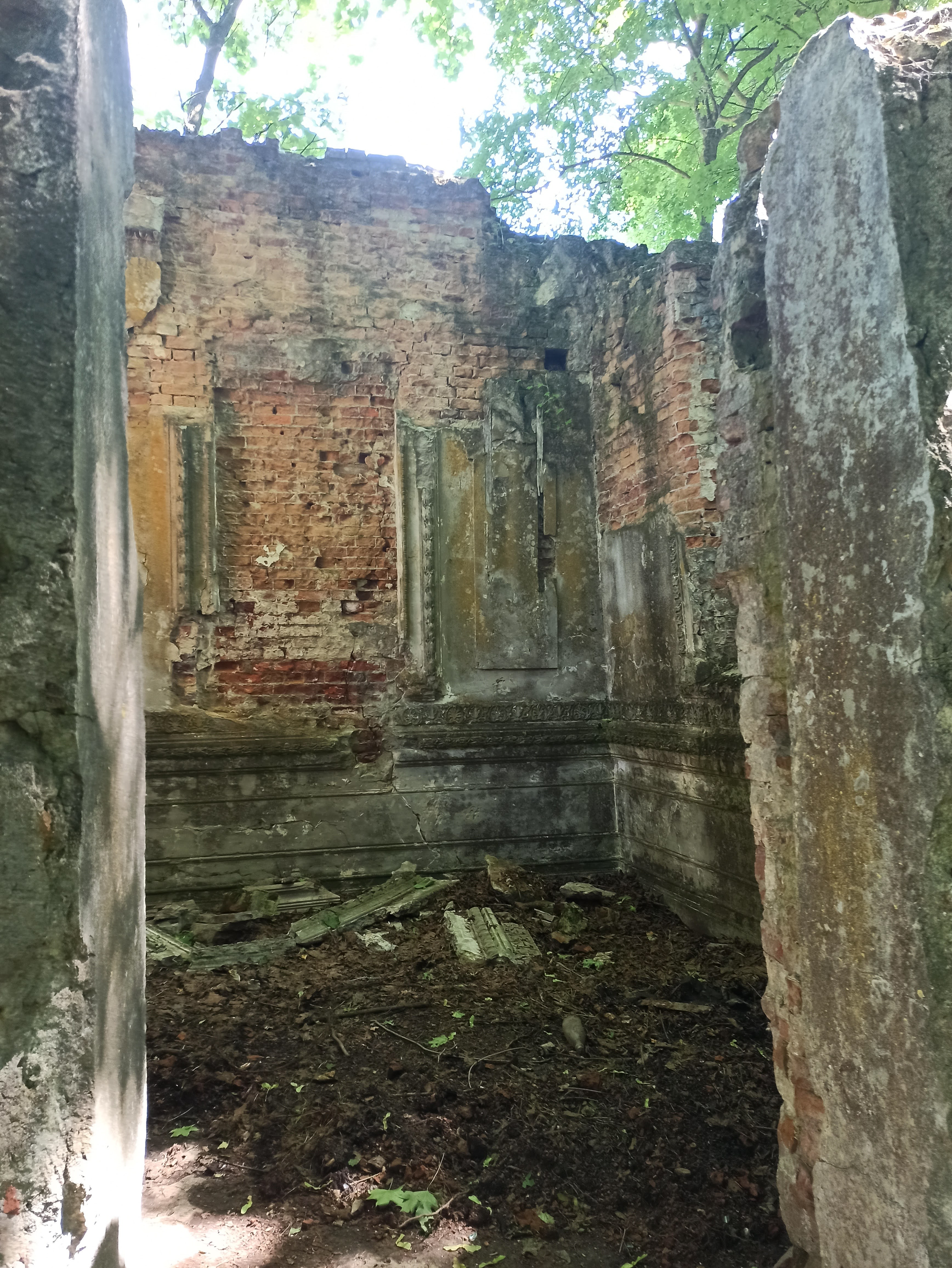
Залишки внутрішнього оформлення
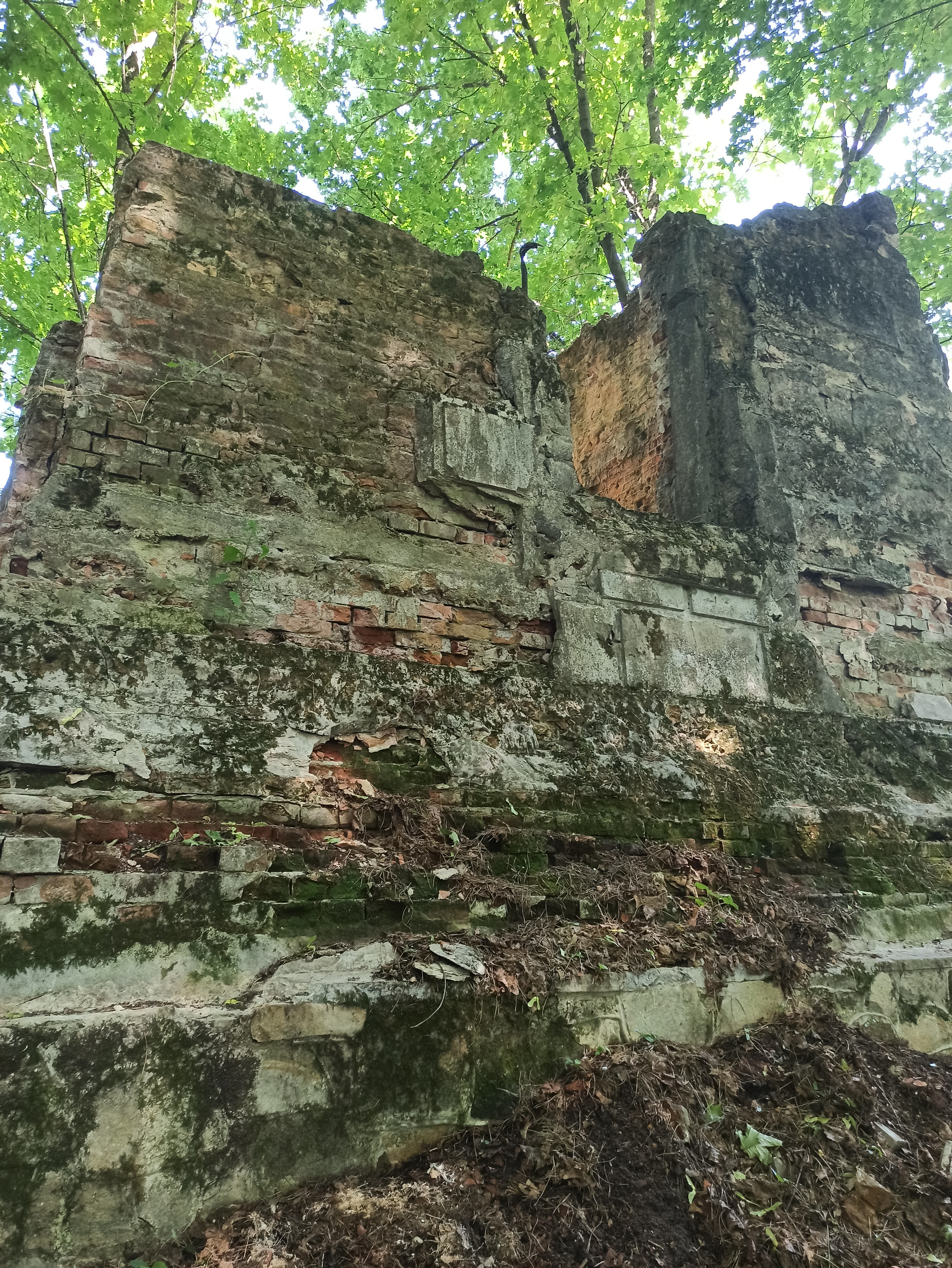
Залишки зовнішньої стіни
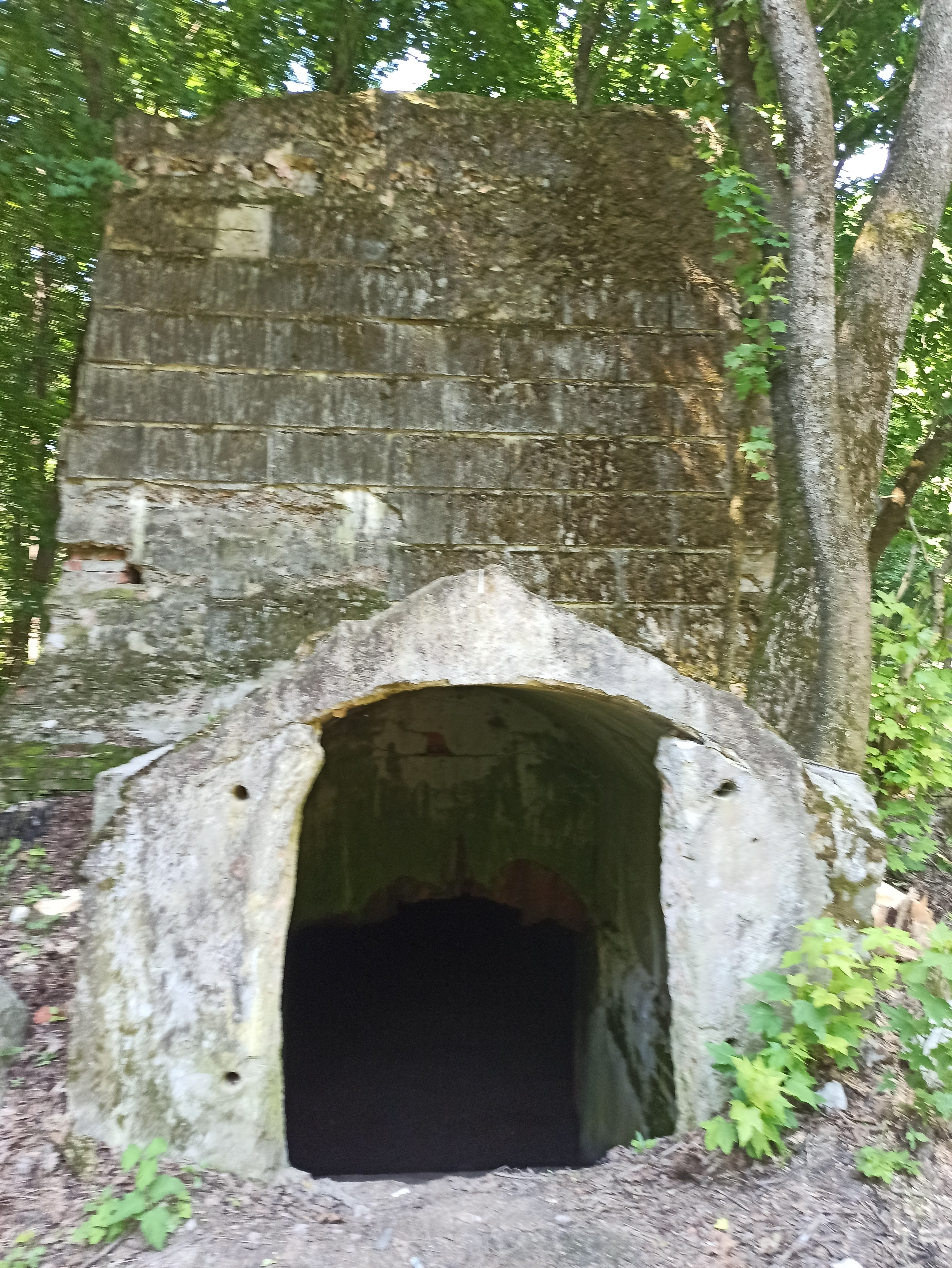
Вхід до склепу
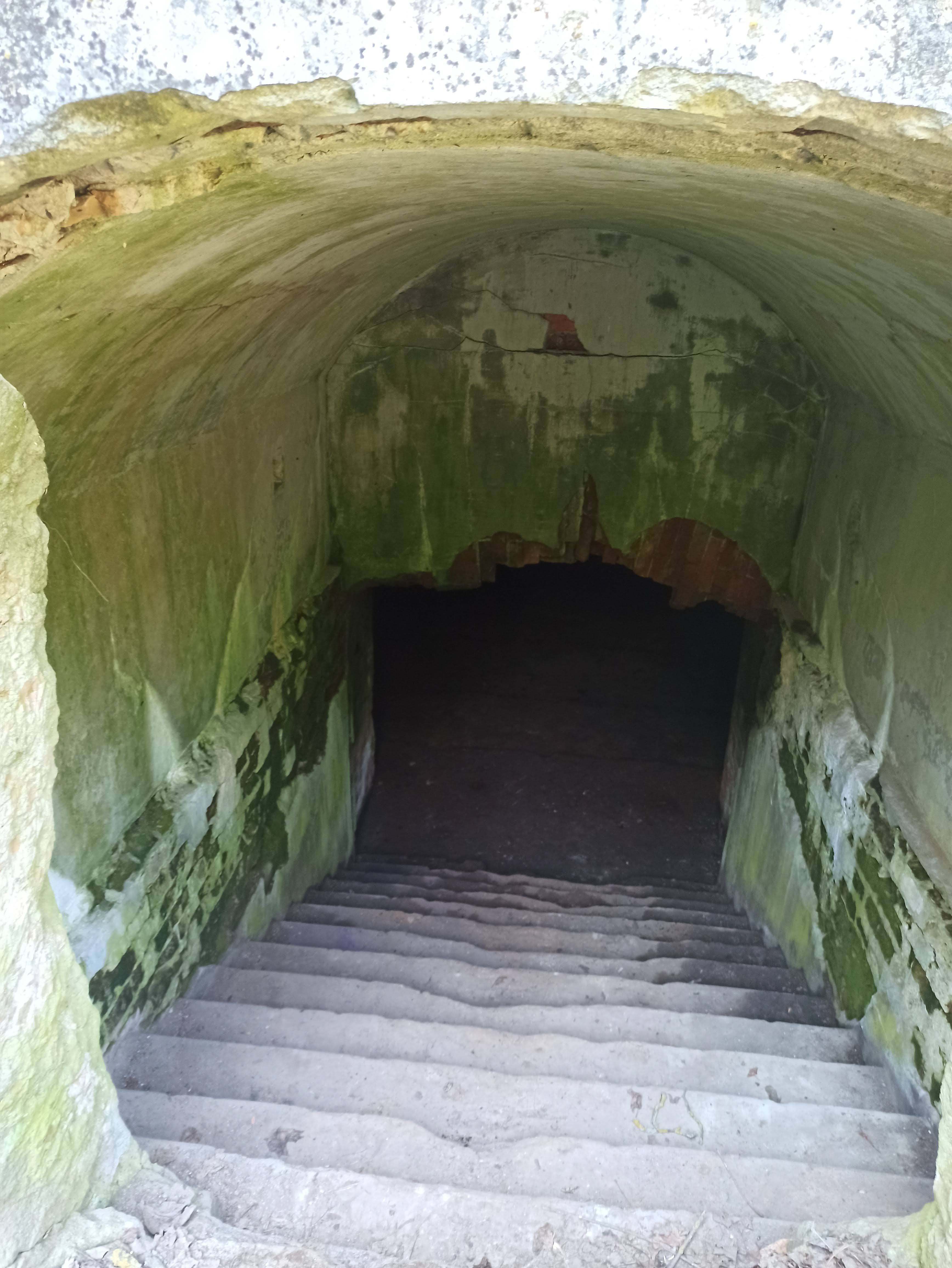
Східці до склепу
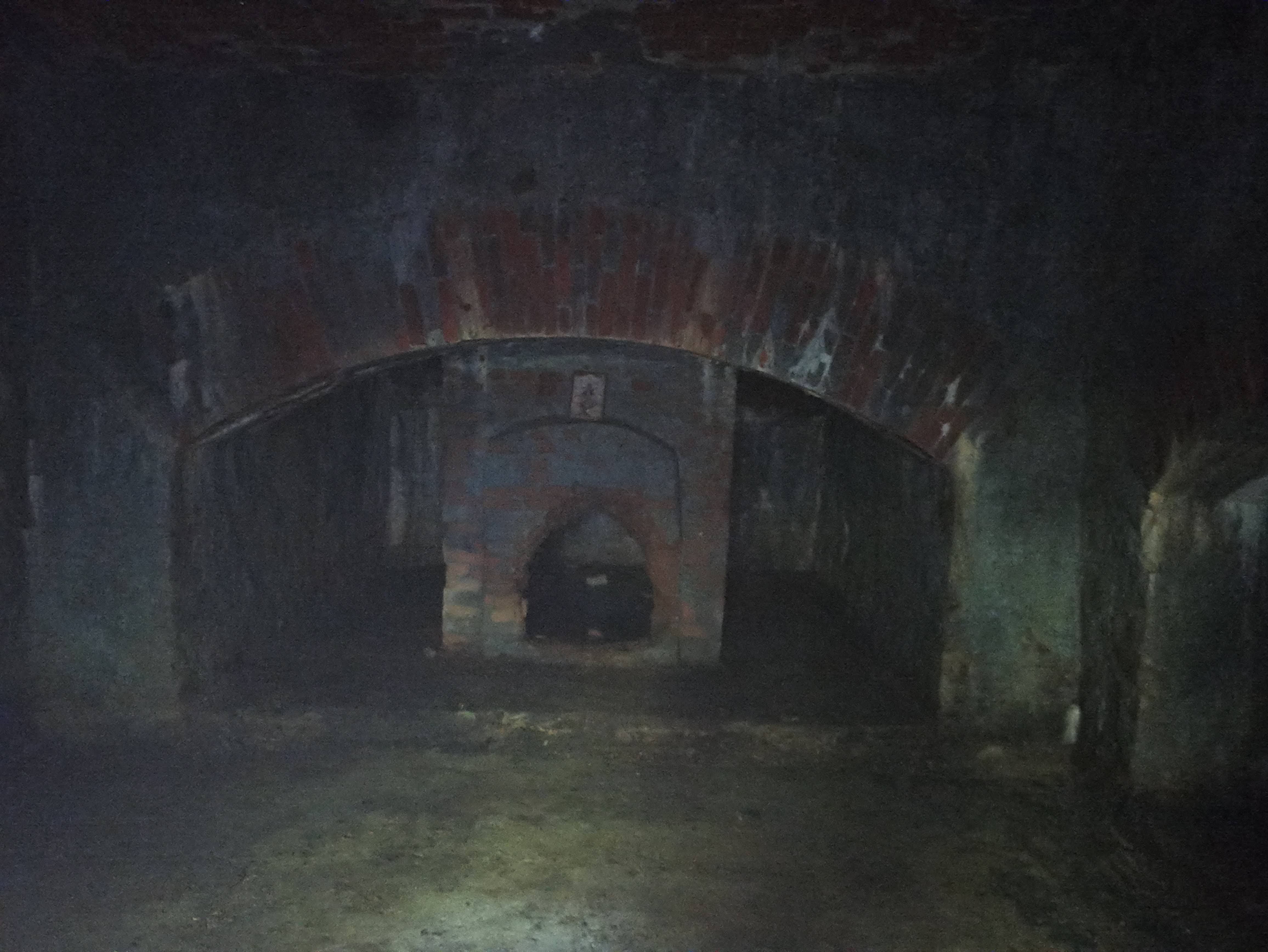
Залишки поховальних камер у склепі
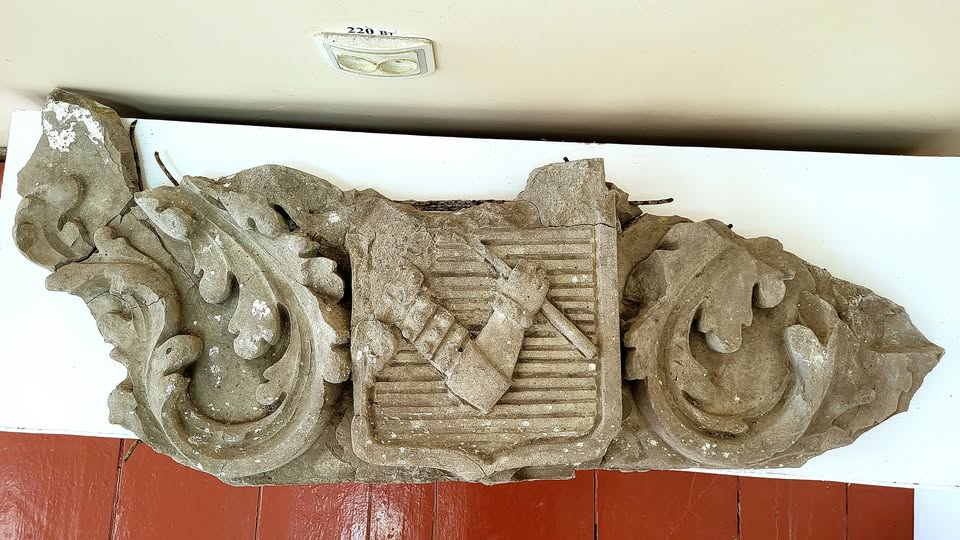
Герб роду Аммосових, який було змонтовано над входом до каплиці. На щиті, що має блакитне поле, зображено праворуч руку, що виходить з хмар, в срібних латах, яка тримає золотий спис.

## Поховані у склепі

Володимир та Олена Аммосови

- Олександр Петрович Шечков — предводитель дворянства Глухівського повіту, голова дворянської опіки, старший директор повітового піклування про в'язниці. Похований 3 березня 1905 року.
- Олена Миколаївна Аммосова (Шечкова) — дружина Володимира Аммосова — голови Глухівської повітової земської управи (1901—1908). Померла 1903 року від віспи у курортному німецькому місті Бад-Гоннеф[37].